# Marc de Beauvau
Marc de Beauvau (29 april 1679- 10 maart 1754) was prins van Craon, en lid van de adellijke familie Beauvau.
Hij liet onder meer het Kasteel van Haroué oprichten.